# Gemenc Volán
Gemenc Volán ([ˈgɛmɛnts ˈvolaːn]) est une compagnie de bus d'État desservant Szekszárd et le comitat de Tolna. En janvier 2015, elle fusionne dans le DDKK.